# Selaginella relungensis
Selaginella relungensis là một loài dương xỉ trong họ Selaginellaceae. Loài này được Hayata mô tả khoa học đầu tiên..
Danh pháp khoa học của loài này chưa được làm sáng tỏ. 